# Carlos Vílchez
Carlos Eduardo Vílchez Campos (Lima, 19 de diciembre de 1967) es un actor, comediante, presentador de televisión y youtuber peruano. Es conocido principalmente por su personaje recurrente la Carlota y por trabajar en el proceso creativo en programas del comediante Jorge Benavides.

## Biografía
El popular Tío Vílchez nació el 19 de diciembre de 1967, es el cuarto de siete hermanos, en sus primeros años vivió en el Cercado de Lima se dedicó al fútbol para integrarse al equipo Alianza Lima.
A inicios de los años 1990, se dedicó a la locución para la cadena de supermercados Metro. En 1992, el director peruano Francisco Lombardi propuso participar para la película Sin compasión pero se negó. En su lugar colaboró con el comediante Jorge Benavides, que se conocieron a finales de los años 1980, para la producción de programas como JB noticias y El especial del humor. En 1997 personificó al Perro Contreras para comentar el panorama deportivo del país.
En 2004 participó brevemente en el programa humorístico peruano Risas de América. Consiguió negociaciones con Panamericana para conducir un programa concurso, junto con Cristian Rivero, y otro humorístico, que no se concretaron.
En su lugar, Vílchez prestó su participación con Laura Huarcayo en Lima limón y Bienvenida la tarde: la competencia. En 2011, formó parte de Vidas extremas de la televisora ATV.   Posteriormente participó como jurado en La máscara, y como conductor del programa televisivo Noche de patas hasta su retiro en 2021. A pesar su salida de JB, regresó al lado de su amigo en roles principales para JB en Willax, El wasap de JB y  JB en ATV.
En 2015, lanzó su propia película Macho peruano que se respeta bajo la dirección de Carlos Landeo y de la productora Star Films, donde participaron figuras de la televisión como Amparo Brambilla, Rodolfo Carrión, Nancy Cavagnari, Haydeé Cáceres y Karen Dejo. La película fue la segunda más vista de la cartelera nacional del año, pero recibió críticas muy negativas debido al estereotipo de macho peruano, rasgo que el actor no estaba de acuerdo.
En 2024, Carlos Vílchez asumió el papel principal del Circo de las Estrellas, en el que interpreta a Genio de la Lámpara y otros personajes de su autoría.

## La Carlota

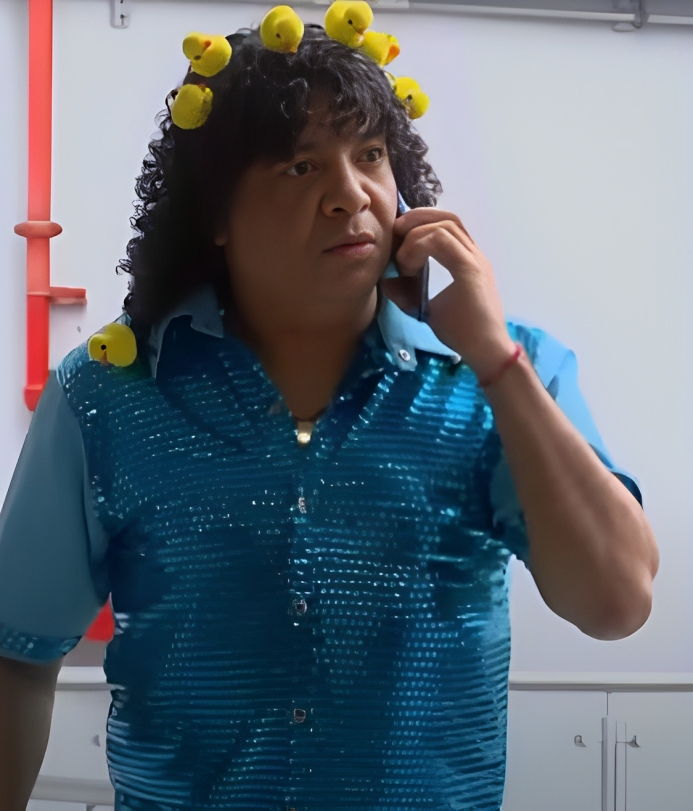
Vílchez interpretando a La Carlota en el año 2023.

Desde 1991, Vílchez personifica a la Carlota, inspirado en la clase alta estadounidense y que se presentó en el sketch de Lusmi del programa cómico JB el imitador en 1993 con la colaboración de Jorge Benavides para parodiar a Luis Miguel. Según en su entrevista para el podcast de Giancarlo Granda, Vílchez contó que los orígenes de la Carlota se dio en el teatro, en el cual Benavides le hizo una propuesta para que improvise en una escena de la parodia de Luismi y Verónica Castro.
Su popularidad trajo el uso de frases como «Mi papi, mi churro, mi Micky, mi Rey»,«Es una cosa de locos» y «¿Podrás? ¡Jamás!», incluyendo su icónico desmayo. Gracias al éxito del personaje, le ha permitido mostrarse en eventos y conducir varios programas de diferentes canales de televisión como Lima limón, Bienvenida la tarde (como Charlote y que introduce al niño Alfredito), Al sexto día, El gran show, Hola a todos, En boca de todos y Mande quien mande. Dicho personaje introdujo para campañas de turismo en Trujillo por cargo de la representante de la dirección de turismo, Alicia Clavijo Infantesy ser imagen del comercial de televisión de la marca de betúnes para calzado Santiago en 2010.
Junto con algunos integrantes de Bienvenida la tarde, también formó un circo entre 2011 y 2013. De hecho, el niño Alfredito (Alfredo Benavides) es su principal ayuda en sus escenificaciones. En 2013, admitió para Perú 21 que la Carlota es un personaje que juega con la personalidad gay de la sociedad limeña.
Durante su estadía en Bienvenida la tarde, La Carlota formó el equipo La Brigada, inspirado en la escuadra militar que integró, junto a otras celebridades locales como Dorita Orbegoso.

## Controversia sobre su estilo cómico
El estilo pícaro de Vílchez, que contribuyó en los programas de comedia, ha generado controversia de los televidentes. En una entrevista de RPP de 2020, Vílchez reconoció que el estilo mujeriego que contribuye en sus bromas para JB es parte de la personalidad del programa. En 2021 para el mismo medio manifestó participar en campañas contra la violencia a la mujer.
En 2011 el actor cómico no consideró prioritario parodiar situaciones políticas debido a que no le parecía gracioso. En 2018 declaró que si Jorge Benavides volvía a trabajar nuevamente con Carlos Álvarez, él se retiraría debido a que no le gusta mucho trabajar con él. En 2021 declaró que si Jorge Benavides y Carlos Álvarez volvían a trabajar él no tendría ningún problema. En 2022 señaló que no prefiere trabajar con Carlos Álvarez por considerarlo «recontra político», aunque reconoció en 2023 su admiración por su personaje del Padre Maritín.

## Vida privada
Vílchez tiene una hija mayor de un primer compromiso.
En 1994, mantuvo una relación con Elena Vin Mathios, se casaron en 1996, y tuvieron un hijo en común. En 2014, se separaron, debido al supuesto abuso psicológico que ella sufría. Por su parte, Vílchez se justificó y rindió su versión de la separación con Vin Mathios.
En 2017, oficializó a su pareja Melva Bravo.

## Filmografía

### Televisión
- JB Noticias (1994-2001)
- La paisana Jacinta (1999-2002/2005/2014-2015)
- Gana con Metro (2001)[51]
- Los cuentos de la paisana Jacinta (2002)
- Risas de América (2003-2004)[8]
- El especial del humor (2005)
- Lima limón (2005-2010)
- Teatro desde el teatro (2007)[52]
- El especial del humor (2011-2014)[53]
- Bienvenida la tarde (2011-2015)
- JB en Willax[14] (2016-2017)
- La máscara (2020)[13]
- Noche de patas (2019-2021; 2022–presente)[4]
- El wasap de JB (2018-2020)[17]
- En boca de todos (2017)
- JB en ATV (2021-2022)[54]
- Mande quien mande (2023-presente)

### Cine
- Macho peruano que se respeta (2015)
- Argentino QL (2016)
- La paisana Jacinta en búsqueda de Wasaberto (2017)

### Teatro
- Los milagros de Vílchez[55]
- Locos, locas y loquitas (dirigido por Efraín Aguilar)[56][57]
- Par de enfermos (unipersonal con el psicólogo peruano, el doctor Tomás Angulo)[58]
- Soy leyenda (taller unipersonal)[59][60]

## Premios y nominaciones
| Año  | Premio                       | Categoría                     | Resultado | Ref.   |
| ---- | ---------------------------- | ----------------------------- | --------- | ------ |
| 2005 | Premios Luces de El Comercio | Revelación televisiva del año | Nominado  | [ 61 ] |
| 2024 | Luminy Awards de Andy Merino | Mejor podcast                 | Ganador   | [ 62 ] |